# Свято-Ключевский Знаменский монастырь (Семипалатинск)
Свято-Ключевский Знаменский монастырь - упраздненный женский монастырь Русской православной церкви (РПЦ) близ Семипалатинска (ныне Семей), располагавшийся на источнике Святой Ключ на правом берегу Иртыша.

## История монастыря

### Открытие Святого Ключа
Согласно преданию, в 1740 году икона Божией Матери Знаменско-Абалакская исчезла, и была обнаружена на источнике неподалёку от Семипалатинской крепости. Источник получил название Святой Ключ. В 1855 году для паломников над иконой установили деревянный навес, впоследствии заменённый в 1870 году каменной часовней с алтарём по благословению епископа Томского и Семипалатинского Платона (Троепольского). Часовня была выстроена на средства семипалатинского купца Федора Петровича Плещеева. Песчаная почва не подходила для такой постройки, и в 1900 году она была разобрана - вместо неё на средства Плещеева построили небольшой деревянный храм. Для паломников, собиравшихся на ежегодный крестный ход в честь явления Казанской иконы Божией Матери из Семипалатинска 7 (21 по старому стилю) июля, около Святого Ключа в 1885 году на средства купца из Павлодара Артемия Ивановича Дерова были сооружены деревянные бараки и часовня.

### Организация общины и монастыря
Община с единственным домовым Знаменским храмом была образована по определению Святейшего Синода в 1906 году. Тем не менее, монашеская жизнь, связанная со Святым Ключом, существовала и до синодального решения. Миссионерская Знаменская женская община, первоначально организованная монахинями Леснинского Седлецкого монастыря, в начале своего существования размещалась близ здания Киргизской духовной миссии в Семипалатинске. В 1902 году она переехала на Святой Ключ, в это время в общине насчитывалось около 30 монахинь. 28 февраля 1912 года Святейший Синод преобразовал общину в женский общежительный монастырь, сохранив его наименование. В монастыре были сооружены деревянная Знаменская церковь и колокольня.
Монастырь существовал на собственные средства, его насельницы сеяли хлеб, мололи муку, ткали холст, укрепляли берега реки. В монастыре также воспитывались девочки-сироты.

### Ликвидация обители
В 1921 году монастырь был упразднён и преобразован в трудовую артель. В 1922 году распустили и артель, в апреле из церкви монастыря изъяли ценности, а на его месте 29 мая открыли дом отдыха "Красный Ключ". Церковь и колокольню разобрали на брёвна. В 1929 году ликвидировали и дом отдыха, так как подмыв берега Иртыша создавал угрозу для  обрушения построек. Последнюю настоятельницу обители Екатерину Иванюк арестовали и расстреляли в 1937 году.

## Наследие
Продолжателем традиций женского монашества Знаменской женской монашеской общины на Святом Ключе считается Петро-Павловский Абалацко-Знаменский женский монастырь в г. Семее.